# Рахленко Леон Гдальєвич

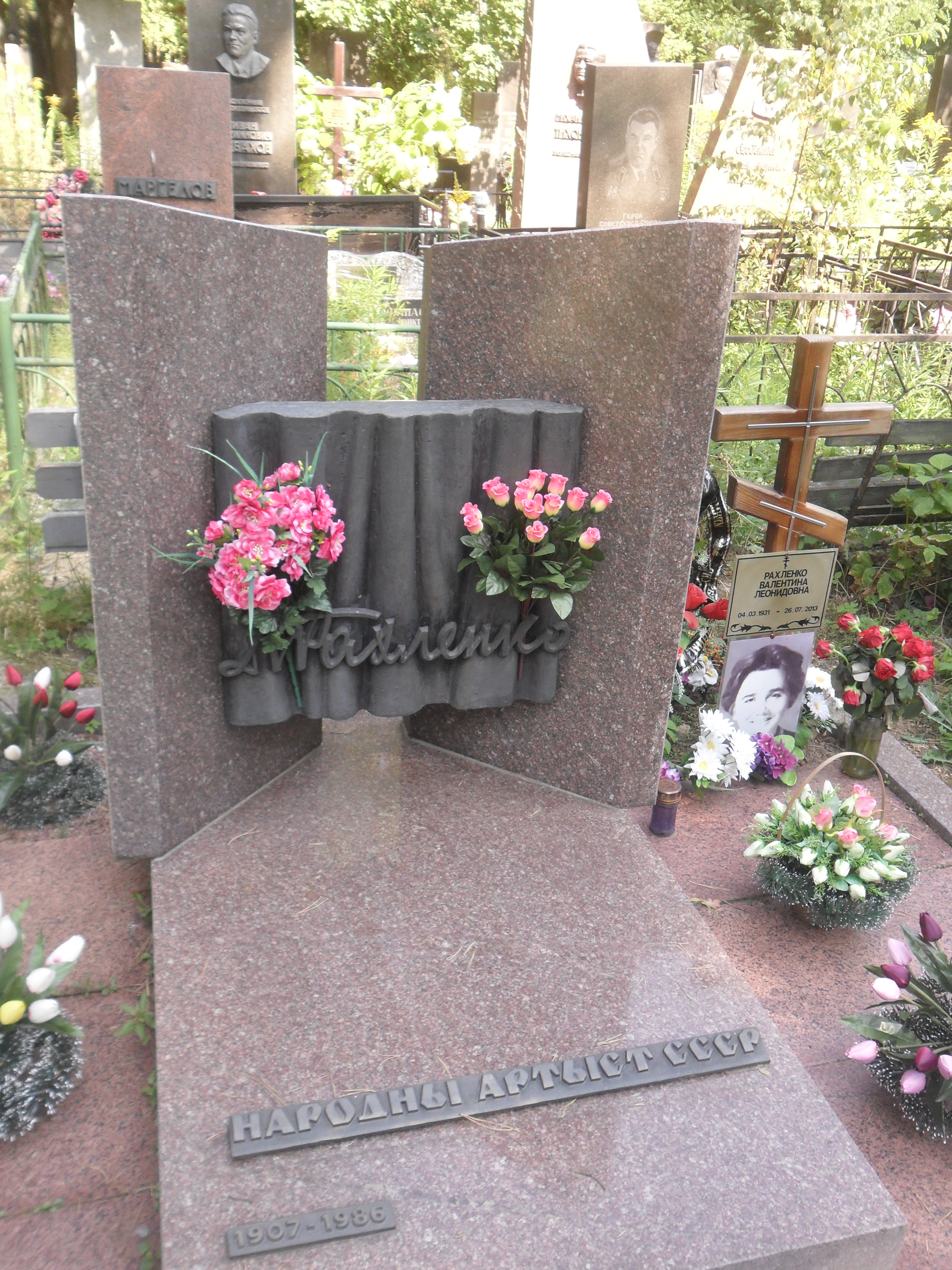
Могила Рахленко на Східному кладовищі Мінська.

Леон (Евель) Гдальєвич Рахленко (також Леонід Григорович; біл. Леон Гдальевіч Рахленка; 1907—1986) — радянський актор, театральний режисер, педагог. Народний артист СРСР (1966).

## Біографія
Леон Рахленко народився 24 серпня 1907 року (за іншими джерелами — 23 серпня) в селі Тереховка (нині Добруського району, Гомельська область, Білорусь)
У 1924—1927 роках навчався в Ленінградському технікумі сценічних мистецтв (учень Л. С. Вівьєна і С. Е. Радлова).
У 1926—1927 роках — артист і асистент режисера Ленінградського робочого театру Пролеткульту. У 1927—1928 роках — художній керівник театральної робочої студії Київської Ради профспілок. У 1928—1929 роках — художній керівник робочої театральної самодіяльності текстильних фабрик в Клинцях (Брянська область).
У 1929—1981 роках — актор і режисер (з 1935) (в 1938—1943 роках — завідувач художньою частиною) Білоруського драматичного театру ім. Я. Купали в Мінську. Режисерську діяльність почав під керівництвом Е. А. Мировича.
У 1956—1958 і 1967—1969 роках — художній керівник студії при театрі.
Член ВКП(б) з 1942 року.
Леон Рахленко помер 9 березня 1986 року в Мінську. Похований на Східному кладовищі.

## Сім'я
- Дружина — Лідія Іванівна Ржецька (1899—1977), актриса. Народна артистка СРСР (1955).
- Брат — Олександр Григорович (Гдальєвич) Рахленко (1918—1959), актор.
- Онук— Олександр Юрійович Рахленко (нар. 1961), актор кіно і дубляжу.

## Нагороди та звання
- Заслужений артист Білоруської РСР[2]
- Народний артист Білоруської РСР (1946)
- Народний артист СРСР (1966)
- Державна премія Української РСР (1970)
- Орден Жовтневої Революції
- Три ордена Трудового Червоного Прапора (1940, 1948, 1955)
- Орден Дружби народів (1977)
- Медаль «В ознаменування 100-річчя від дня народження Володимира Ілліча Леніна»
- Медаль «Ветеран праці»
- Почесна грамота Президії Верховної Ради Української РСР (1982)

## Театральні роботи

### Актор
- 1939 — «Хто сміється останнім» К. Кропиви — Горлохватський
- 1955 — «Крила» А. Є. Корнійчука — Ромодан
- 1959 — «Третя патетична» М. Ф. Погодіна — Гвозділін
- 1959 — «Втеча з ночі» братів Тур — Косогоров
- 1962 — «На всякого мудреця достатньо простоти» А. Н. Островського — Крутицький
- 1962 — «Четвертий» К. М. Симонова — Він
- «Макар Діброва» А. Е. Корнійчука — Макар Діброва
- «Заметіль» Л. М. Леонова — Степан сироварів
- «На дні» М. Горького — Бубнов
- «Остання жертва» А. Н. Островського — Флор Федуловіч

### Режисер
- 1935 — «Життя кличе» В. Н. Білль-Білоцерківського
- 1936 — «Вовки та вівці» А. М. Островського
- 1937 — «Скупий» Мольєра
- 1937 — «Соловей» З. Бядулі
- 1938 — «Партизани» К. кропиви
- 1938 — «Без вини винні» А. Н. Островського
- 1939 — «Хто сміється останнім» К. кропиви
- 1941 — «В степах України» О. Е. Корнійчука
- 1942 — «Фронт» А. Е. Корнійчука
- 1943 — «Російські люди» К. М. Симонова
- 1943 — «Глибоке коріння» Д. Гоу і А. д'Юссо
- 1953 — «Підступність і кохання» Ф. Шиллера
- 1954 — «Вогненний міст» Б. С. Ромашова
- 1956 — «Кремлівські куранти» М. Ф. Погодіна
- 1957 — «Грозовий рік» А. Я. Каплера

## Фільмографія
- 1941 — Морський яструб — контр-адмірал
- 1941 — Живи, рідна Білорусь! (музичний фільм) — поэт
- 1954 — Хто сміється останнім? — Горлохватський, директор інституту
- 1956 — Миколка-паровоз — Німецький полковник
- 1957 — Далеке і близьке — Чугай
- 1947 — Поліська легенда — пан Іван
- 1947 — Степан Кольчугін — Бахмутський
- 1958 — Годинник зупинився опівночі — Готберг
- 1960 — Весняні грози — Професор
- 1978 — Розклад на післязавтра — професор Калмиков
- 1980 — Атланти і каріатиди — Богдан Віталійович.